# Campeonato Mundial de Ciclismo en Ruta de 1964

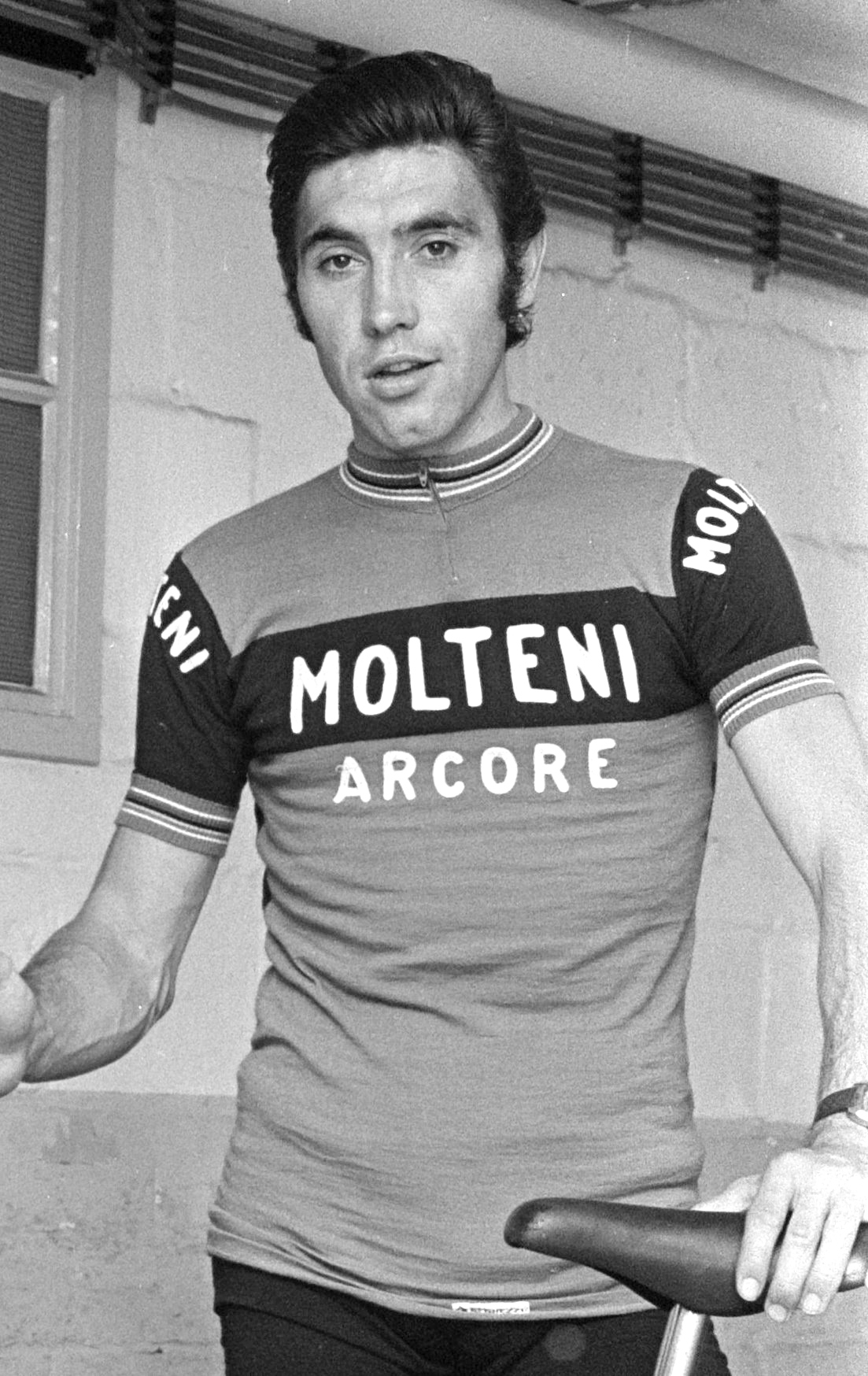
Eddy Merckx, ganador del Campeonato Mundial de Ciclismo en ruta de 1964.

Los Campeonatos del mundo de ciclismo en ruta de 1964 se celebró en la localidad francesa de Sallanches entre el 3 y 6 de septiembre de 1964.

## Resultados
| Evento                     | Oro                                                                               | Oro            | Plata                                                                                | Plata    | Bronce                                                                                    | Bronce   |
| -------------------------- | --------------------------------------------------------------------------------- | -------------- | ------------------------------------------------------------------------------------ | -------- | ----------------------------------------------------------------------------------------- | -------- |
| Pruebas masculinas         |                                                                                   |                |                                                                                      |          |                                                                                           |          |
| Hombres - carrera en línea | Jan Janssen · Países Bajos                                                        | 7 h 35 min 52s | Vittorio Adorni · Italia                                                             | m.t.     | Raymond Poulidor Francia                                                                  | m.t.     |
| Contrerreloj por equipos   | Italia · Severino Andreoli · Luciano Dalla Bona · Pietro Guerra · Ferruccio Manza | 2h 07' 20"     | España Juan García Such José Ramón Goyeneche Ramón Sáez Marzo Luis Pedro Santamarina | + 3' 47" | Bélgica · René Heuvelmans · Roland De Neve · Roland Van De Rijse · Albert Van Vlierberghe | + 3' 51" |
| Amateur - carrera en línea | Eddy Merckx · Bélgica                                                             | 4h 39' 10"     | Willy Planckaert · Bélgica                                                           | + 0' 27" | Gösta Pettersson · Suecia                                                                 | m.t.     |
| Pruebas femeninas          |                                                                                   |                |                                                                                      |          |                                                                                           |          |
| Mujeres - carrera en línea | Emīlija Sonka Unión Soviética                                                     | 1h 44' 37"     | Galina Yúdina Unión Soviética                                                        | m.t.     | Rosa Sels · Bélgica                                                                       | m.t.     |